# Rui Pedro Silva
Rui Pedro Sá Alves da Silva (Trofa, 6 de maio de 1981), é um atleta português. É especialista em provas de fundo e corta-mato.
Já representou os clubes: Ginásio da Trofa, FC Porto, Skoda, Maratona CP, correu como individual, SL Benfica e actualmente representa o Sporting Clube de Portugal. O seu treinador é João Campos.
Por diversas vezes foi campeão nacional em  5000 m (2005 e 2009), 10000 m (2008), corta-mato curto (2006), corta-mato longo (2007 e 2009) e estrada (2009).
Participou dos Jogos Olímpicos de 2008 (34º nos 10000 m) e 2012 (desistiu na maratona). No campeonato mundial de 2009 foi 23º nos 10000 m. Nos europeus de 2010 desistiu nos 10000 m e nos de 2012 ficou em oitavo nos 10000 m. Na Taça da Europa de 10000 m participou seis vezes 2007 (5º), 2008 (desistiu), 2009 (2º), 2010 (4º), 2011 (desistiu) e 2012 (6º). Nos europeus de corta-mato de 2006 ficou em 5º e ganhou a medalha de bronze por equipas, em 2008 ficou em 8º e em 2010 ficou novamente em 8º e a sua equipa ficou com a medalha de prata. Nos Jogos da Lusofonia de 2009 ganhou a medalha de ouro na prova de 10 000 metros.
Em provas de estrada de salientar as 7 vitórias na prova de São Silvestre do Porto.

## Recordes pessoais
- 1500 metros – 3.47,54 (2004)
- 3000 metros – 8.03,67 (2005)
- 5000 metros – 13.44,23 (2004)
- 10000 metros – 28.01,63 (2009)
- 3000 metros com obstáculos – 8.49,07 (2002)
- Maratona – 2:12.15 (2012)